# Tout ça... pour ça!
Tout ça... pour ça! is een Franse filmkomedie uit 1993 onder regie van Claude Lelouch.

## Verhaal
Een kapper, een ober en een taxichauffeur hebben relatieproblemen en ze geven hun baan op. Ze zetten een zwendel op touw, maar ze belanden al spoedig in de rechtbank.

## Rolverdeling
| Acteur               | Personage             |
| -------------------- | --------------------- |
| Marie-Sophie L.      | Marie Lenormand       |
| Francis Huster       | Francis Barrucq       |
| Fabrice Luchini      | Fabrice Lenormand     |
| Alessandra Martines  | Allessandra Barrucq   |
| Vincent Lindon       | Lino                  |
| Gérard Darmon        | Henri Poncet          |
| Jacques Gamblin      | Jacques Grandin       |
| Évelyne Bouix        | Marilyne Grandin      |
| Charles Gérard       | Politieagent          |
| Céline Caussimon     | Esmeralda             |
| Maria Ducceschi      | Meisje op het bal     |
| Agnès Pelletier      | Meisje op het bal     |
| Mimi Young           | Meisje op het bal     |
| Christian Charmetant | Bankier               |
| Jacques Boudet       | Officier van justitie |
| Jacques Bonnot       | Vrachtwagenchauffeur  |